# Food-Fotografie

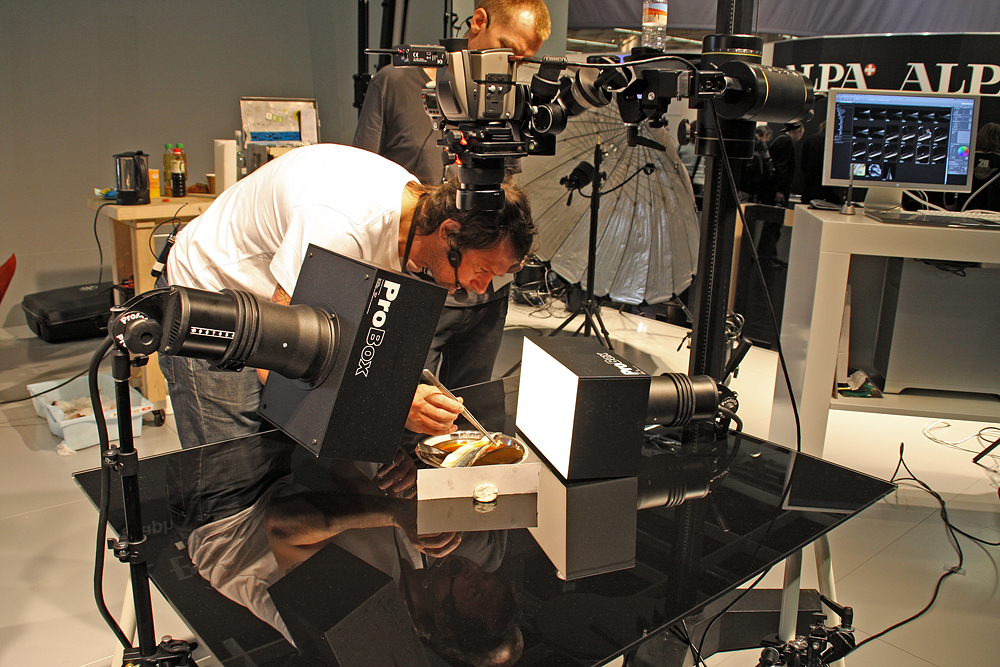
Demonstration von Foodfotografie auf der Photokina 2008

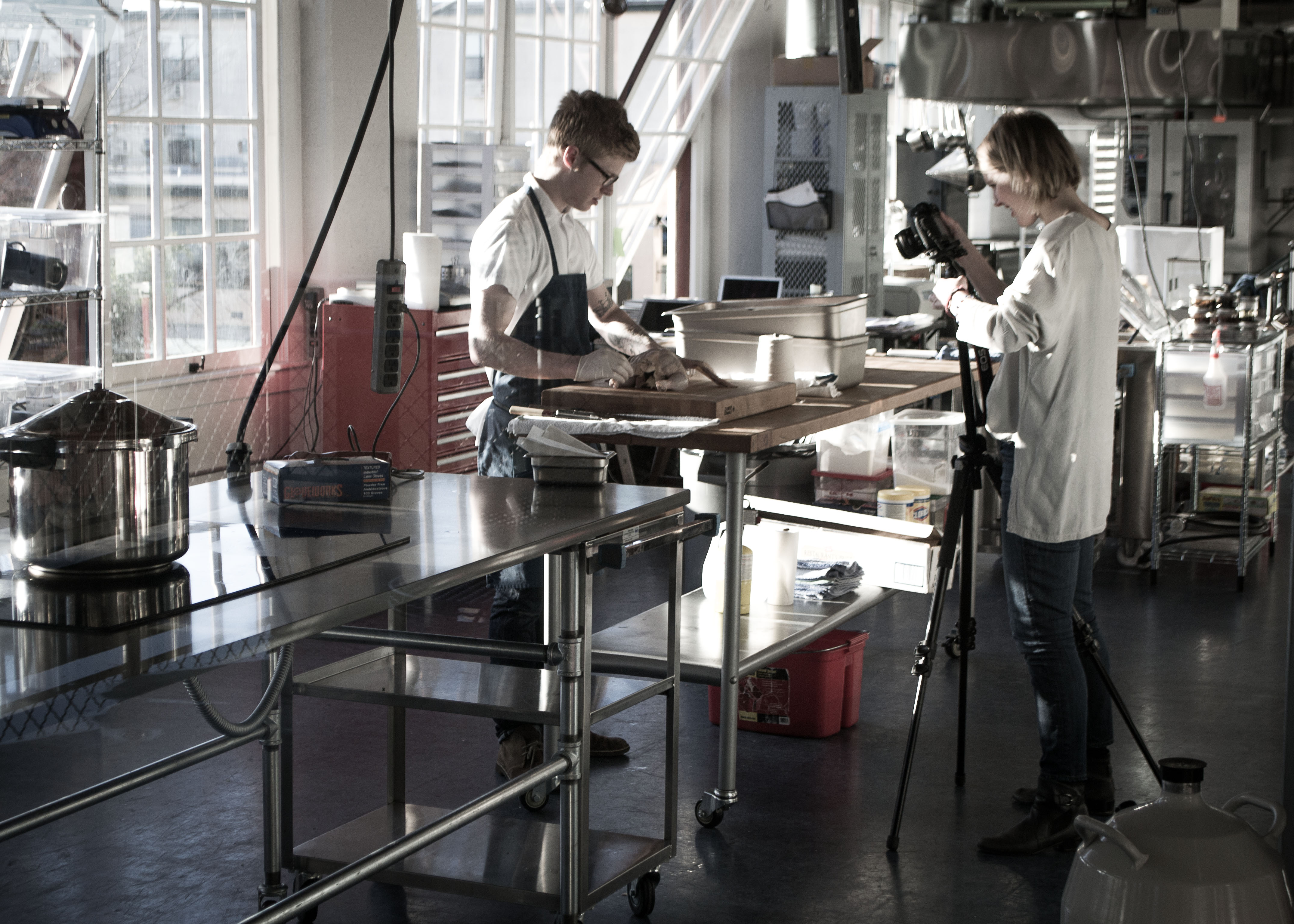
Food-Fotografie auf dem Pike Place Market

Als Food-Fotografie bezeichnet man die fotografische Abbildung vom einzelnen Lebensmittel (aus engl. „food“, dt.: ‚Lebensmittel, Essen‘) bis hin zu ganzen Menüdarstellungen oder Kochsituationen.

## Anwendungen
Diese Art der Fotografie wird unter anderem für die Lebensmittelwerbung, die Bebilderung von Kochbüchern, Speisekarten, Rezeptdarstellungen im Internet, Verpackungsdesign und Menueboards für die Systemgastronomie gebraucht. Es handelt sich meist um Auftragsfotografie, allerdings werden auch künstlerische Ansätze umgesetzt.

## Stil

### Methoden
Hauptanspruch an die Food-Fotografie ist die Inszenierung eines Nahrungsmittels bis hin zum Kunstwerk. Objekte können Früchte, Obst, Getränke, Gewürze oder zubereitete Gerichte sein.
Je nach Aufgabe werden die Lebensmittel und Zutaten entsprechend arrangiert und angerichtet. Dabei setzt der Auftraggeber bestimmte Zielvorgaben, zum Beispiel die Frische eines Lebensmittels herauszuarbeiten. Um die Frische zu suggerieren, wird z. B. eine Limonade mit Kondenswasser „veredelt“. Es gibt eine Reihe von Methoden, um ein Lebensmittel in seine Ästhetik über die natürliche Anmutung hinaus zu inszenieren. Bisweilen werden für die angestrebte Optik auch künstliche Massen eingesetzt, die gar nicht essbar sind.

### Food-Design und -styling

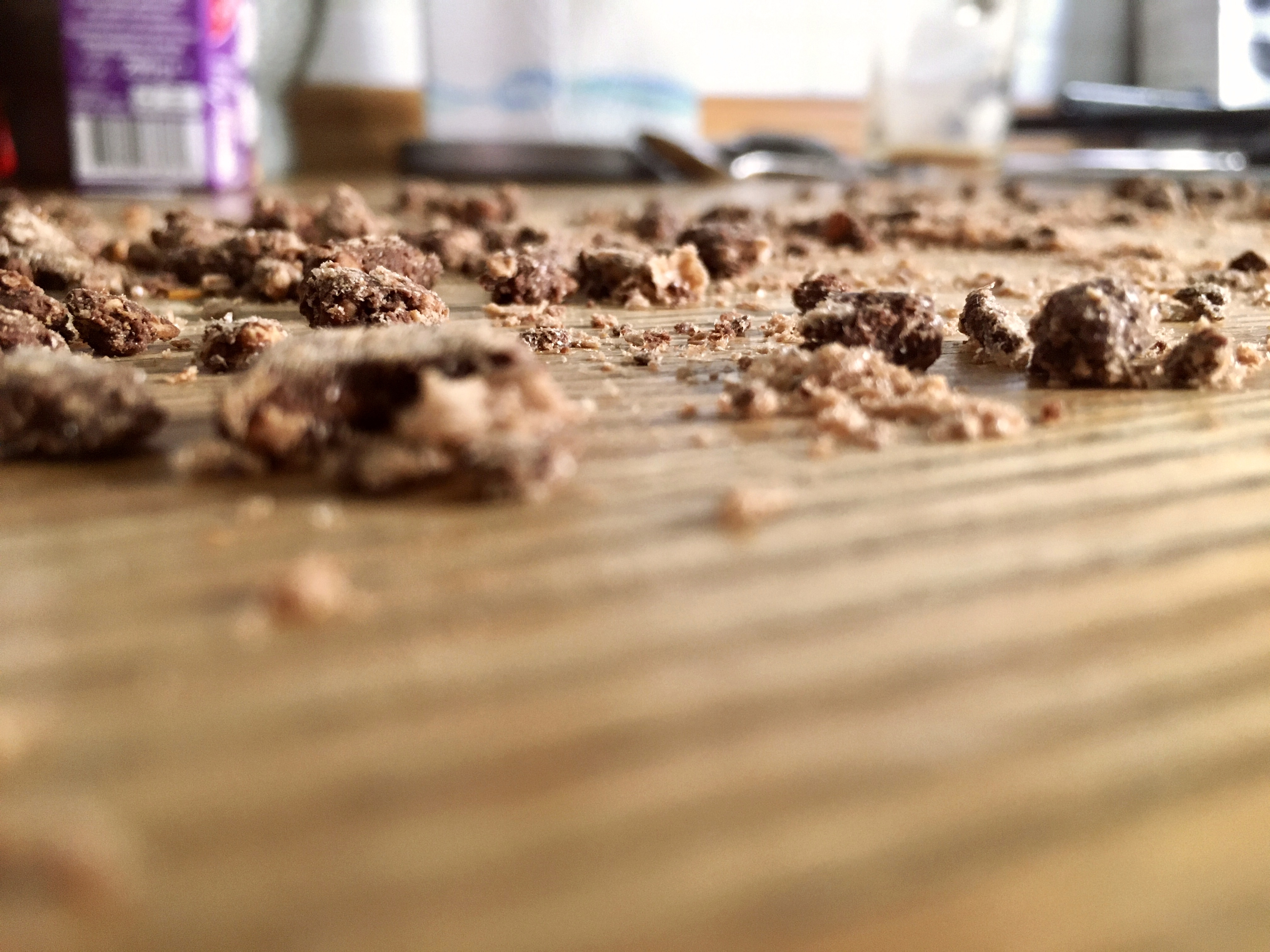
Wegen der geringen Aufnahmedistanz zum Objekt spielt die Schärfentiefe eine große Rolle, die auch bewusst zur Betonung bestimmter Objekte oder Bildteile eingesetzt wird. Im Bild sind die Kekskrümel im Vorder- und Hintergrund nahezu vollkommen unscharf.

Das Genre erfordert enorm viel Erfahrung und Wissen, so dass manchmal auch neben dem Fotografen ein Spezialist für das Food Styling in das Fotoshooting eingebunden wird.
Fast immer findet die Food-Fotografie im Studio unter den Aspekten der Tabletop-Fotografie statt. Erfahrungsgemäß nimmt die bildtechnische digitale Nacharbeit einen großen Anteil am Gesamtauftrag ein.
Als Food Design wird auch die Präsentation, Aufbereitung und Abbildung von Lebensmitteln zum Zweck der Werbung verstanden. Da echte Lebensmittel unter dem Lampenlicht der Fotografen nicht lange genug frisch aussehen oder beispielsweise ein Bierschaum zu schnell zusammenfällt, wird in der werblichen Darstellung von Lebensmitteln mit Hilfsmitteln gearbeitet, um die Lebensmittel und zubereiteten Gerichte wie frisch oder frisch serviert wirken zu lassen. Wegen der sprachlichen Nähe zu dem oben beschriebenen Produktentwicklungsprozess wird zunehmend häufig von Food Styling (ebenfalls englisch für Lebensmittelgestaltung) gesprochen.

## Geschichte
Die Geschichte der Food-Fotografie reicht bis ins 19. Jahrhundert zurück. In Roger Fentons Decanter and Fruit aus dem Jahr 1860 sind noch starke Bezüge zum klassischen Stillleben zu erkennen. In den 1930er Jahren wurden Lebensmittel, wie in Edward Steichens Moth Balls and Sugar Cubes (Dress Fabric) von 1927, zu geometrisch abstrahierten Objekten.
1936 brachte Paul Outerbridge mit Avocado Pears zum ersten Mal Farbfotografie in die Kunst. Nicholas Murray verwendete bereits 1946 Hilfsmitteln wie Haarspray und Rasierschaum bei seinen Fotografien Food Spread, Daffodils für das McCalls-Magazin. Dies diente der Erhaltung von Ästhetik der Lebensmittel für den langen Einsatz aufgrund des zeitlichen Aufwands für die Fotografie.
Irving Penn arrangierte im Jahr 1977 mit Frozen Foods Lebensmittel erstmals skulptural. Hierbei wartete er für seine Fotografien den Taumoment ab und lässt die Farben der Gemüse – und Früchtewürfel aus Eis nur gerade so hervortreten. Nobuyoshi Araki provozierte 1993 mit seinen Food-Fotografien aus The Banquet, die eine unmittelbare sinnliche Obszönität erzeugen.